# Grupo Cidade de Comunicação
Grupo Cidade de Comunicação é um conglomerado de mídia brasileiro com base no estado do Ceará. É considerado o maior complexo de mídia eletrônica do estado.

## História
A primeira empresa do grupo, a TV Uirapuru é lançada em 30 de agosto de 1978. Somente em 1981 a emissora recebe o nome TV Cidade. Posteriormente, o grupo cresce após comprar e ganhar concessões de rádio AM e FM em cidades da região metropolitana de Fortaleza. A primeira rádio, a AM Cidade é lançada em 1982. Posteriormente, vieram as rádios Cidade FM (1986), Atlântico Sul FM (1987), Sucesso FM (1988) e Tropical FM (1992).
Em 1995, Miguel Dias de Souza decide por descentralizar as rádios e arrendar o controle de suas emissoras a empresários locais. As rádios Cidade FM, Atlântico Sul FM e Sucesso FM — esta última já como Jovem Pan FM — foram arrendadas à D&E Entretenimento. As rádios AM Cidade e Tropical FM foram arrendadas aos empresários Francisco de Sousa Possidônio e Assis Monteiro, que em conjunto fundam a AM Produções. Uma emissora que viria somente em 1996, a Capital FM, passaria a ser arrendada à Rede SomZoom Sat em 1997.
Nos anos 2000, as rádios mudam suas administrações. Em 2004, a Rede SomZoom Sat deixa a Capital FM, para assumir o projeto da Rádio Liderança FM. A Cidade FM também passa a ser gerida pela Arte Produções em conjunto com a D&E Entretenimento. Em 2011, Assis Monteiro deixa a Tropical FM e a emissora é assumida pela F5 Produções, de Wesley Safadão. No entanto, o arrendamento dura menos de 1 mês e o grupo lança um projeto próprio, a FM 92. Este projeto é encerrado em março de 2013, quando o grupo incorpora a Rádio Beach Park, emissora pertencente ao parque aquático de mesmo nome que estava sem frequência no dial de Fortaleza após deixar a 101.7 FM, do Sistema Jangadeiro de Comunicação.
Em março de 2017, o grupo começa a centralizar suas operações de rádio e encerra os arrendamentos, iniciando pelas rádios Cidade FM e Jovem Pan FM — esta última que deixa de ter programação local de forma provisória. Em abril, a Liderança perde a transmissão na capital, sendo lançada no lugar a 89 FM. Em julho, a AM Cidade deixa de ter equipe esportiva após seu responsável deixar de ter controle da emissora. Única emissora arrendada, a Atlântico Sul FM volta ao grupo em janeiro de 2018, enquanto que a D&E permanecia apenas na direção artística até então.
Em 2 de agosto de 2017, o Grupo Cidade lança o projeto SincroniCidade, que consiste em um bloco comercial de três minutos transmitido simultaneamente a partir das 8h30 por todas as suas emissoras de rádio, e que visa comunicar-se com todos os públicos, além de garantir um número maior de anunciantes.

## Empresas
O Grupo Cidade detém em 2025 a propriedade das seguintes empresas e marcas:
Rádio
- 89 FM;
- Atlântico Sul FM;
- Cidade AM;
- Cidade FM;
- Fátima FM;
- Jovem Pan FM Fortaleza;
- Jovem Pan News Fortaleza;
- Vintage FM.

Televisão
- TV Cidade.

Internet
- Coluna Bora Viajar?!;
- Frisson Online;
- Gcmais.

Associação
- Fundação Patriolino Ribeiro.

As empresas e marcas a seguir não pertencem mais ao grupo ou foram descontinuadas.
- Cnews (2010–2020);
- FM 92 (2011–2013);
- Rádio Araripe (1981–1988);
- Rádio Cidade Campos Sales (1985–1988);
- Rádio Jeri;
- Sucesso FM (1988–1994);
- Tropical FM (1992–2011).